# Richer de Reims
Richer de Reims o de Saint-Rémi, latinizado como Richerus Remensis o Richerus Sancti Remigii (* 940-† Reims, 998), fue un escritor eclesiástico francés.

## Biografía
Era hijo de Rodulfo, capitán, consejero y gran arquero del rey francés Luis IV de Ultramar y, como muchos otros nobles segundones, entró en la abadía de Saint-Remi de Reims en 969 y allí permaneció como monje durante toda su vida. Desde 972 fue discípulo de Gerberto de Aurillac (más tarde papa Silvestre II), entonces profesor en la escuela catedralicia de Reims. Con él aprendió matemáticas, historia, letras y elocuencia; para versarse en medicina, viajó en 991 a Chartres para consultar los manuscritos médicos que se conservaban allí. Seguía viviendo en 998, pero no se conserva mención suya a partir de ese año. 
Gerberto le pidió que escribiera una crónica desde 882 hasta 998 para continuar los Anales de Hincmaro de Reims. Esta obra se escribió entre 991 y 998 y lleva por título Historiarum Libri Quatuor ("Cuatro libros de historia"). Comienza con Carlos el Gordo y Eudes y llega hasta el año 995. Para los dos primeros libros Richerus hizo amplio uso de los anales y la historia eclesiástica escrita por Flodoardo (m. en 966). De 969 en adelante Richerus pudo aportar sus propios conocimientos y su trabajo es la principal fuente para ese período. El manuscrito muestra huellas de revisión continua, probablemente hasta su muerte, y fue redescubierto en 1833 por Pertz en la Biblioteca Estatal de Bamberg. La crónica ilumina los acontecimientos relacionados con la caída los Carolingios, la llegada de los Capetos, las incursiones de los Normandos entre 885-888 y la lucha entre Luis de Ultramar y Lotario y Hugo el Grande.
En este trabajo, Richer incluyó muchos pasajes de los anales de Flodoardo a veces inapropiadamente. También reinventó o transpuso algunos eventos, pero, aunque debe tenerse cuidado en esos casos, sus crónicas son la mejor y casi la única fuente para estudiar el reinado de Hugo Capeto. Las obras de Richer de Reims se incluyen en la Patrología latina de Jacques-Paul Migne en el volumen CXXXVIII y están recogidas en Documenta Catholica Omnia.